# Francophonie Diffusion
Francophonie Diffusion, abrégée en Francodiff, est une plateforme musicale pour la promotion médiatique internationale de la musique française et francophone créée en 1993 et disparue en 2017.

## Historique
Francophonie Diffusion est fondée en février 1993 avec le soutien du ministère de la Culture pour objectif de promouvoir la production musicale française et francophone à l'international,,,. 
Elle fusionne le 1er janvier 2014 avec Le Bureau export,,. Francophone Diffusion arrête son service le 25 avril 2017, redirigeant son site vers celui du Bureau export. Le Bureau export fusionne en 2020 avec trois autres associations pour former le Centre national de la musique.

## Organisation
L'association a notamment été soutenue par le ministère des Affaires étrangères, le ministère de la Culture, l'Organisation internationale de la francophonie, l'ADAMI et la Société des auteurs, compositeurs et éditeurs de musique (SACEM). Francophonie Diffusion dispose en 2013 d'un réseau de plus de 1 000 médias, dont près de 800 stations de radio, festivals et superviseurs musicaux dans 100 pays, provinces ou territoires. Elle est spécialisée dans l'exportation des sorties d’œuvres musicaux des labels français et la promotion des artistes français dans le monde,,. Francophonie Diffusion publiait également des palmarès mensuel et annuel des singles francophones les plus diffusés dans le monde.